# Kich (Iran)
Pour les articles homonymes, voir Kich et Kish.
L'île de Kich (ou Kish ou Qays ; en persan : جزیره کیش / Jazire-ye Kiš) est une île iranienne dans le golfe Persique, rattachée à la province d'Hormozgan. Zone de libre-échange, elle est prisée par les consommateurs et dispose de plusieurs centres commerciaux, boutiques, attractions touristiques et hôtels de tourisme. L'île compte environ 27 000 habitants et reçoit 1,5 million de visiteurs par an. Sa ville principale est Kich.

## Histoire
L’un des premiers récits de voyage évoquant et décrivant une visite de cette île est celui du navarque grec Néarque, au IVe siècle av. J.-C., sous Alexandre le Grand. D'autres récits suivent comme Xénophon, qui évoque cette île sous le nom de « Mère de Kamtina ».
Avant l’islam, Kish a été sous la domination de plusieurs peuples, issus de la région persane le plus souvent, tels les Élamites, les Sumériens, les Achéménides, les Séleucides, les Arsacides et les Sassanides. Jusqu’en 643, l’île de Kich ainsi que les autres îles du golfe Persique, sont Perses de culture et de langue. Après l'expansion musulmane et la chute de l’Empire sassanide, Kich, comme le reste de l’Iran, est gouverné par les califats omeyyades puis abbassides. Elle redevient brièvement perse grâce la victoire de la dynastie iranienne des Saffarides sous le califat abbasside. Plusieurs dynasties se succèdent, dont finalement celle des Pahlavis, qui règnent sur l'Iran et cette île de Kish jusqu’à la Révolution iranienne de 1979 et l’établissement d’une république islamique en Iran.
L'Occident s'intéresse également à ces territoires, avec des visées colonisatrices. Au XVIe siècle, les Portugais, grande puissance maritime et colonisatrice pendant plusieurs siècles, entrent dans le golfe Persique, et occupent l’île de Kich, intéressés notamment par la maîtrise  du commerce avec les contrées de l’océan Indien. Mais les Safavides reprennent le contrôle de l'île. Sous le règne de Abbas Ier le Grand, les Portugais sont expulsés du golfe Persique. Après le départ de l'administration coloniale portugaise, le golfe Persique connaît une certaine sérénité jusqu’à la période de la dynastie Zand, au XVIIIe siècle : les Britanniques, jusqu’alors partenaires économiques, dévoilent alors leurs ambitions sur ce territoire. C’est le début d’une ère d’influence britannique dans la région. Ces derniers, alliés aux Portugais encore présents, soumettent à leur tutelle Bahreïn, qui était officiellement iranienne et s’emparent militairement de Kich. Ils revendent ensuite cette île. L’île est reprise par les Iraniens, après la parenthèse constituée par cette occupation.
Au début du XXe siècle de nouveau, l’île est à nouveau sous occupation étrangère et il faut attendre le règne de Mohammad Rezâ Pahlavi pour que cette occupation militaire prenne fin. L'île est dévolue au tourisme haut gamme par le chah d'Iran, et devient un lieu consacré aux plaisirs pour une cible de clientèle financièrement très aisée. Cette orientation de l'activité touristique prend fin avec la révolution iranienne, mais une activité touristique se maintient pour autant. En 2022, pour la Coupe du monde de football au Qatar, l'île de Kich, toute proche des Emirats, a hébergé certaines délégations sportives[réf. nécessaire]. Un terminal passager supplémentaire a été construit au sein de l'aéroport international de Kich, ainsi que des extensions sur le port de commerce et de passager et une cité olympique sur l'île.

## Géographie

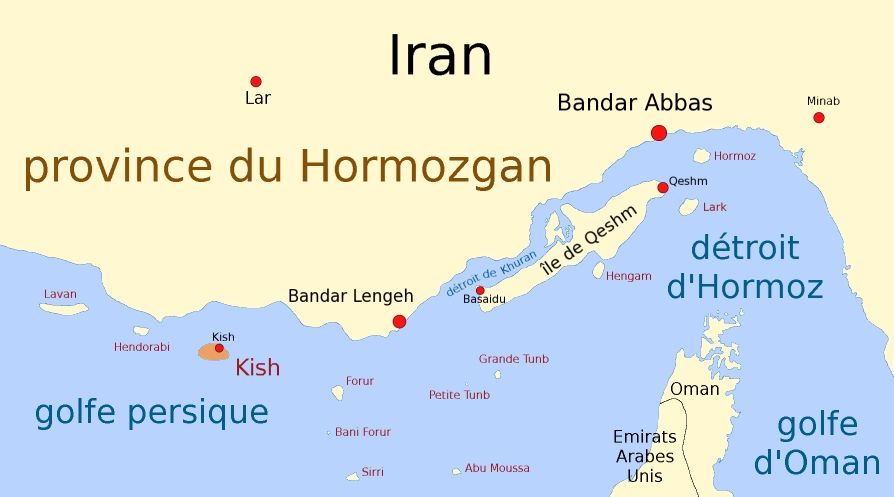
Kich et ses environs.

L'île de Kich est située dans le golfe Persique à 18 kilomètres des côtes de l'Iran, à environ 300 kilomètres du port de Bandar Abbas. Sa superficie de 91,5 km2 s'étend sur une zone elliptique d'une longueur de 13 km (est-ouest) et d'une largeur de 7 km (nord-sud). Le point culminant de l'île est sa partie orientale qui s'élève à 45 mètres au-dessus du niveau de la mer. L'altitude moyenne de l'île est de 32 mètres. La circonférence de l'île est d'environ 42 km.

## Climat et nature
L'île de Kich est situé sur une étroite bande de végétation tropicale dans le golfe Persique et bénéficie d'un climat semi-équatorial très sec avec peu de précipitations (essentiellement en hiver sous forme d'averses) et un taux d'humidité très élevé tout au long de l'année.
Parmi la flore représentative de l'île on retrouve entre autres : le palmier datier, le figuier des banians, le prosopis juliflora, le gommier rouge, l'albizia lebbeck, le sébestier domestique (cordia myxa).

## Culture et économie
Sous le règne des Achéménides, Kich est un producteur de perles et de ce fait, connaît une activité commerciale significative.[réf. nécessaire] Selon les documents historiques, plusieurs siècles durant, l’île de Kish a une importance économique notable. Les vestiges de la ville de Harireh, sur l’île, témoignent de cette époque.
Dans les années 1970, Mohammad Reza Pahlavi, dernier shah d'Iran, lance un programme de développement et de promotion visant à transformer Kich en un lieu de villégiature pour le tourisme haut de gamme, et les milliardaires. La révolution iranienne met fin à cette ambition. Mais Kich reste une île touristique et une zone de libre échange commercial. Les lois de la république islamique d'Iran sont appliquées avec plus de souplesse qu'ailleurs en Iran, cependant l'alcool y reste illégal, comme dans le reste du pays.
La population autochtone de l'île est arabe de confession sunnite et chiite et représente environ 5 000 des 27 000 habitants. Le reste de la population est essentiellement composé d'Iraniens venus du continent pour travailler ou disposant d'une résidence sur l'île. Une minorité chrétienne se trouve également à Kich.

## Sport
En mars 2019, le marathon national annuel iranien a eu lieu sur l'île de Kish.
Kich possède trois terrains de beach-volley et a accueilli le championnat d'Asie de beach-volley en 2006 ainsi que le tournoi qualificatif du FIVB Beach Volley World Tour 2017 en février 2017.

## Attraits touristiques
Les attraits touristiques de Kich sont divisés sous deux formes : attractions historique comme la ville de Harireh, ou Saffine, et les attractions naturelles tels que le qanat de Kariz, les plages, le parc des oiseaux, le Delphinarium. À Kich, on peut également pratiquer la plongée, le ski nautique et  les autres sports aquatiques dans l’île.

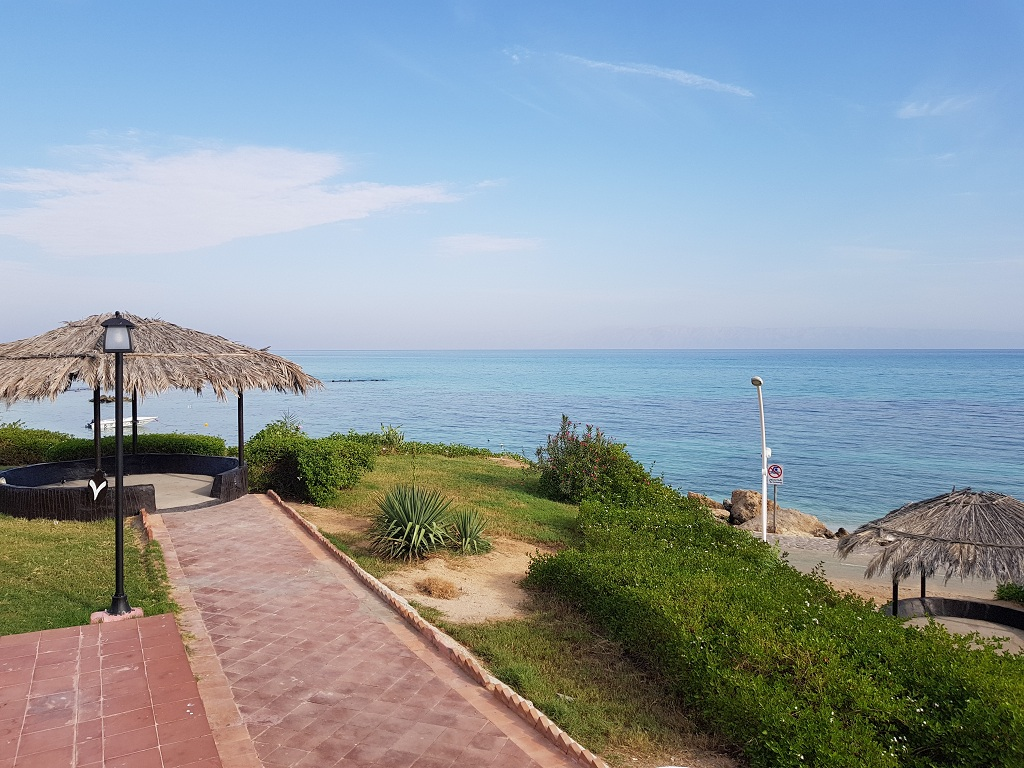
Plage de corail au l'île de Kich